# Nané
Nané est une localité située dans le département de Diébougou de la province du Bougouriba dans la région Sud-Ouest au Burkina Faso.

## Histoire
En 2006, le village de Nané est administrativement autonomisé de celui de Bapla auquel il était rattaché.

## Santé et éducation
Le centre de soins le plus proche de Nané est le centre de santé et de promotion sociale (CSPS) de Bapla tandis que le centre médical avec antenne chirurgicale (CMA) de la province se trouve à Diébougou.
Le village possède une école primaire publique.